# Mychajlo Kononenko
Mychajlo Mychajlovyč Kononenko (in ucraino Михайло Михайлович Кононенко?; Černihiv, 30 ottobre 1987) è un ex ciclista su strada ucraino.

## Palmarès

### Strada
- 2008 (Danieli Cycling Team, due vittorie)

5ª tappa Memorial Colonel Skopenko (Hrubieszów, cronometro)
Classifica generale Mainfranken-Tour
4ª tappa Internationale Thüringen Rundfahrt (Stadtilm > Waltershausen)
- 2009 (Dilettanti, una vittoria)

Campionati ucraini, Prova a cronometro Under-23
- 2010 (Kolss Cycling Team, una vittoria)

5ª tappa Grand Prix of Adygeya (Majkop > Majkop)
- 2011 (Kolss Cycling Team, una vittoria)

5ª tappa Okolo Slovenska (Cierny Váh > Veľký Krtíš)
- 2012 (Kolss Cycling Team, una vittoria)

4ª tappa Grand Prix of Sochi (Nebug > Nebug)
- 2013 (Kolss Cycling Team, una vittoria)

Race Horizon Park 2
- 2014 (Kolss Cycling Team, quattro vittorie)

Race Horizon Park 2
3ª tappa Tour of Qinghai Lake (Huzhu > Xihai)
Classifica generale Tour of Qinghai Lake
1ª tappa Baltic Chain Tour (Vilnius > Panevėžys)
3ª tappa Baltic Chain Tour (Valmiera > Pärnu)
- 2015 (Kolss BDC Team, cinque vittorie)

3ª tappa Tour of Mersin (Tarso > Mersina)
Memorial Oleg Dyachenko
2ª tappa Five Rings of Moscow (Mosca > Mosca)
Horizon Park Classic
Campionati ucraini, Prova in linea Elite
- 2016 (Kolss BDC Team, due vittorie)

Memoriał Romana Siemińskiego
Horizon Park Classic
- 2017 (Kolss Cycling Team, quattro vittorie)

Horizon Park Race for Peace
7ª tappa Tour of Qinghai Lake (Qilian > Menyuan)
Odessa Grand Prix
1ª tappa Tour of Fuzhou (Mawei > Guling)
- 2018 (Beijing XDS-Innova Cycling Team, una vittoria)

4ª tappa Tour of Fuzhou (Yongtai > Dayang)
- 2019 (Shenzhen Xidesheng Cycling Team, due vittorie)

6ª tappa Tour of China I (Ningyuan > Yongzhou)
1ª tappa Tour of Quanzhou Bay (Jinjiang > Quanzhou)
- 2020 (Shenzhen Xidesheng Cycling Team, quattro vittorie)

Campionati ucraini, Prova a cronometro Elite
Campionati ucraini, Prova in linea Elite
Grand Prix Cappadocia
Grand Prix Central Anatolia
- 2021 (Salcano Sakarya BB Team, due vittorie)

Grand Prix Develi
Campionati ucraini, Prova a cronometro Elite
- 2022 (Sakarya BB Pro Team, tre vittorie)

Grand Prix Kapuzbaşı
4ª tappa Tour of Sakarya (Sakarya > Sakarya)
Classifica generale Tour of Sakarya

#### Altri successi
- 2013 (Kolss Cycling Team)

Prologo Turul României (Marghita, cronosquadre)
- 2014 (Kolss Cycling Team)

Classifica a punti Tour of Qinghai Lake
- 2016 (Kolss BDC Team)

2ª tappa - parte a Tour of Ukraine (Hostomel' > Buča, cronosquadre)
- 2017 (Kolss Cycling Team)

2ª tappa Tour of Ukraine (Sukholuscha > Dymer, cronosquadre)

## Piazzamenti

### Competizioni mondiali
- Campionati del mondo

Vienna 2005 - In linea Junior: 83º
Varese 2008 - Cronometro Under-23: 13º
Varese 2008 - In linea Under-23: 89º
Valkenburg 2012 - Cronometro Elite: 45º
Toscana 2013 - Cronosquadre: 28º
Toscana 2013 - Cronometro Elite: 61º
Toscana 2013 - In linea Elite: ritirato
Ponferrada 2014 - Cronosquadre: 24º
Ponferrada 2014 - In linea Elite: 92º
Richmond 2015 - In linea Elite: 49º
Doha 2016 - Cronosquadre: 14º
Doha 2016 - In linea Elite: ritirato
Imola 2020 - Cronometro Elite: 33º
Fiandre 2021 - Cronometro Elite: 40º
Fiandre 2021 - In linea Elite: ritirato

### Competizioni europee
- Campionati europei

Mosca 2005 - Cronometro Junior: 15º
Mosca 2005 - In linea Junior: 38º
Hooglede-Gits 2009 - Cronometro Under-23: 42º
Plouay 2020 - Cronometro Elite: 21º
Plouay 2020 - In linea Elite: 32º
Plouay 2020 - Staffetta: 6º
Trento 2021 - Staffetta: 7º
Trento 2021 - Cronometro Elite: 27º
Trento 2021 - In linea Elite: ritirato
- Giochi europei

Baku 2015 - In linea: 25º
Minsk 2019 - In linea: 85º